# Sten
 (octobre 2017).
Si vous disposez d'ouvrages ou d'articles de référence ou si vous connaissez des sites web de qualité traitant du thème abordé ici, merci de compléter l'article en donnant les références utiles à sa vérifiabilité et en les liant à la section « Notes et références ».
Pour le prénom scandinave, voir Sten.
Le STEN est un pistolet-mitrailleur britannique des années 1940.
Il a marqué l'imaginaire collectif par sa forme caractéristique due au chargeur en position latérale. Sa rusticité, son maniement aisé et son parachutage aux mouvements de résistance à la fin du conflit en ont fait le symbole de la lutte armée de la résistance européenne durant la Seconde Guerre mondiale.
Le STEN se caractérise surtout par sa simplicité de fonctionnement, à culasse percutante non calée, et sa fabrication par emboutissage qui permet une production de masse rapide à faible coût. Il est également beaucoup plus léger que les autres pistolets-mitrailleurs de l'époque (2,95 kg à vide contre 3,97 pour le MP40 allemand).
Son nom vient de l'association des initiales de ses inventeurs (Reginald V. Shepherd et Harold Turpin), auxquelles sont ajoutées les lettres EN désignant l'Arsenal royal d'Enfield. Simple à utiliser, aisé à produire et d'un coût modique, le STEN a été fabriqué, dans ses différentes versions, à près de quatre millions d'exemplaires entre 1941 et 1945 par des arsenaux et des entreprises privées britanniques, comme la Birmingham Small Arms Company Limited (BSA) ou la Singer Manufacturing Compagny de Clydebank, canadiennes et néo-zélandaises.

## Présentation
Le pistolet-mitrailleur, considéré depuis la guerre de 1914-1918 comme une arme de tranchées, ayant démontré, en 1939-1940, une nouvelle efficacité dans les « zones denses » urbaines et forestières (Finlandais contre Soviétiques), dans l'infanterie mécanisée et aéroportée (Allemands contre Alliés occidentaux), l'armée britannique s'est rendu compte qu'elle ne disposait d'aucune arme de ce genre. Elle adopte alors, à la hâte, une copie du MP28/II allemand : le Lanchester Mk 1/1*. Dans le même temps, le major Reginald Shepherd et l'ingénieur Harold Turpin, travaillant pour l'Arsenal royal d'Enfield, créent une arme simple à culasse non calée, fonctionnant par utilisation de l'inertie et d'un percuteur fixe (l'étui de la cartouche repoussant la culasse en arrière lors du départ du coup), dont les composants peu nombreux peuvent être facilement usinés par différents sous-traitants : le Machine Carbine (Submachine Gun) STEN Mark I qui entre en service en juin 1941 et sera produit à environ cent mille exemplaires. Cependant, une version beaucoup plus courte, légère et maniable remplace rapidement la première : le STEN Mk II qui, fabriqué à plus de deux millions d'exemplaires en trois ans, représentera la famille d'armes tout entière.

## Principales caractéristiques

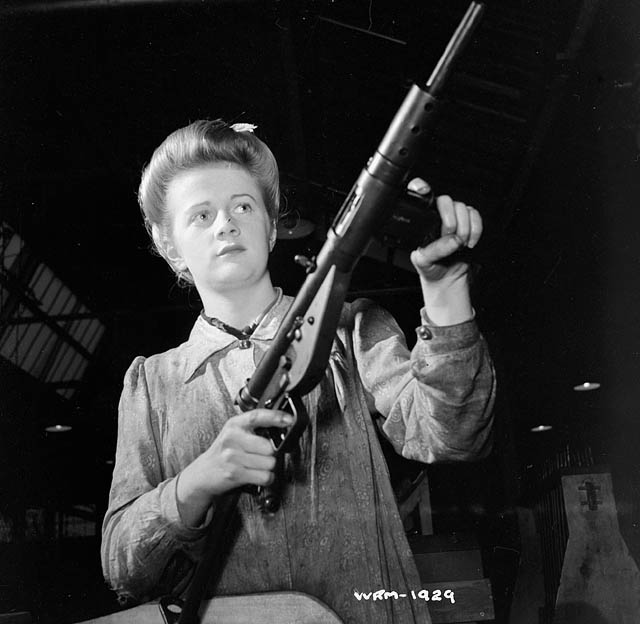
Une ouvrière britannique examinant un des pistolets mitrailleurs STEN qu'elle vient de produire en 1942.

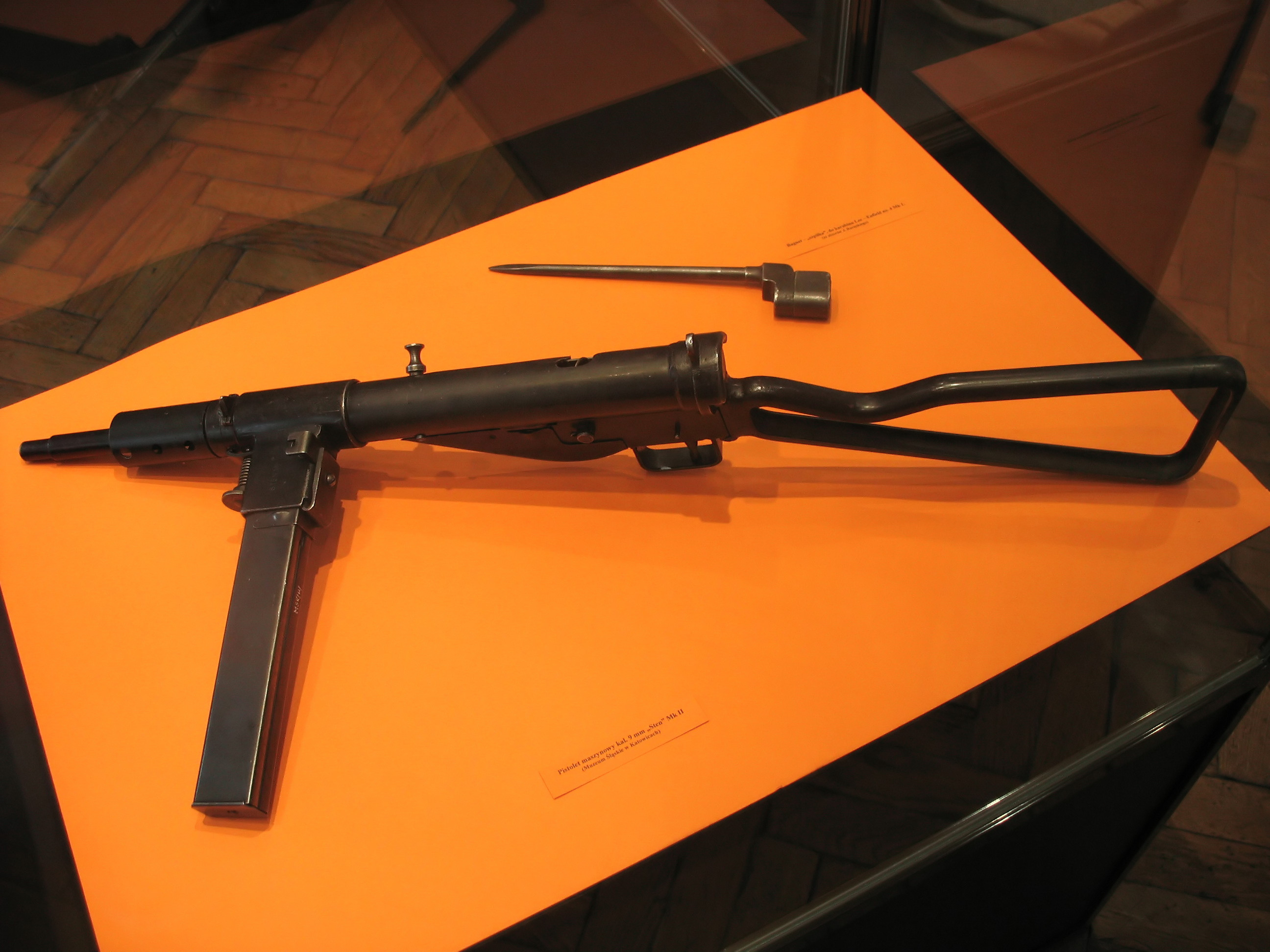
STEN Mk II.

Le STEN Mk II apparaît doté d'un canon en acier enveloppé d'une chemise perforée sur la moitié de sa longueur, d'un magasin latéral permettant d'obturer l'ouverture en l'absence de chargeur, d'une longue culasse prolongée par une crosse tubulaire en arceau repliable, d'un pontet protégeant la queue de détente, d'un levier d'armement et d'une bretelle de toile.
- Masse du PM non chargé :
  - Mark 1 : 3,85 kg ;
  - Mark 2 : 2,95 kg ;
  - Mark 3 : 3,16 kg ;
  - Mark 5 : 4,2 kg ;
- Masse du chargeur plein : 0,7 kg
- Longueur totale : 895 mm (Mark 1) puis 762 mm (Mark 2/3/5) ;
- Longueur du canon : 196 mm ;
- Calibre : 9 × 19 mm Parabellum ;
- Vitesse initiale : environ 380 m/s ;
- Portée pratique : 50 m (visée fixée à 100 yards) ;
- Cadence de tir maximale : environ 550 coups/min ;
- Chargeur : 32 coups.

Très efficace à courte portée (surtout jusqu'à 100 m), le STEN a été très populaire auprès des soldats britanniques et des résistants français grâce à sa taille, son poids et sa facilité de nettoyage ; il pouvait ainsi rivaliser avec les PM allemands.
En revanche, le STEN, outre sa fragilité, avait deux problèmes de fonctionnement : d'une part, il pouvait s'enrayer facilement, d'autre part, une fois armé, il pouvait déclencher le tir à l'improviste (si l'arme chutait au sol, elle pouvait vider son chargeur toute seule). Si le second problème, dû à un crochetage incertain du levier d'armement en position arrière, n'a jamais vraiment été résolu, le premier a pu être considérablement réduit en entraînant les servants à ne charger que trente cartouches au lieu de trente-deux et surtout à ne pas tenir l'arme par le chargeur (comme on le voit au cinéma), ce qui perturbe le système d'alimentation, mais par la chemise sur le canon malgré la chaleur dégagée.

## Autres versions
Outre le Mk I et le Mk II standard, a été fabriqué, à plusieurs milliers d'exemplaires pour les forces spéciales, un Mk II S (Silencer) à silencieux intégré (rare sur un PM à l'époque), mais à la portée pratique considérablement réduite. Son silencieux était constitué d'un cylindre rempli d'un empilage de rondelles de caoutchouc souples, ce qui atténuait fortement le son du tir en utilisation au coup par coup, mais un emploi en rafales ou des tirs trop rapprochés avaient tendance à cuire ces rondelles et finissait par avoir raison du silencieux lui-même.
Une nouvelle version Mk III aux mêmes caractéristiques générales, mais un peu plus lourde et surtout d'un seul bloc, a été produite en beaucoup plus grand nombre, de 1943 à 1944.
Deux nouvelles versions encore plus compactes, destinées aux parachutistes, les Mk IV A et B sont restées à l'état de prototypes en 1943. La version prototype Mk IV A(S) est munie en outre d'un silencieux.
Une dernière version, mieux finie, avec une crosse ainsi qu'une poignée-pistolet en bois est réservée aux parachutistes. Elle est apparue en 1944 : le Mk V (le Mk VI étant le même modèle avec silencieux).

## Utilisation
Le STEN a surtout été employé par les troupes de l'Empire britannique (Britanniques, Canadiens, Australiens, Néo-Zélandais, etc.). Il a été particulièrement apprécié des commandos qui avaient besoin d'une arme compacte de grande puissance et cadence de tir à courte distance. Même les commandos allemands préféraient souvent un STEN de prise à leur lourd MP40 pourtant plus fiable.
Facile à démonter et à entretenir, pouvant être aisément dissimulé, d'un emploi très simple, il a également été très répandu dans les mouvements de résistance européens, en particulier dans les maquis, grâce aux parachutages britanniques. Ces derniers étant souvent interceptés, le STEN a aussi été utilisé par l'adversaire, notamment par ses auxiliaires comme les francs-gardes permanents de la Milice française que l'occupant ne voulait pas équiper d'armes allemandes (le PM français MAS 38 étant rare et d'un calibre insuffisant).
Le STEN fut par exemple utilisé par le commando chargé d'assassiner Heydrich à Prague en 1942. Mais comme cela arrivait parfois avec cette arme rustique, le tireur fut dans l'impossibilité de tirer une seule balle, le PM s'étant enrayé.
Distribué avec parcimonie dans les parachutages de 1943 destinés à équiper les saboteurs des réseaux d'action et les groupes francs des mouvements de résistance, le STEN a été parachuté en masse après le débarquement du 6 juin 1944 (près de 200 000 en France).
Au cours de la guerre, Mauser-Werke réussit à concevoir, dans le plus grand secret, une copie parfaite du STEN Mk II, destinée à équiper les éventuelles unités de guérilla dans les territoires occupés par les Alliés : le Maschinenpistolengerät Potsdam, qui vit le jour à raison de 25 à 30 000 exemplaires. À la fin 1944, en vue d'armer les nombreuses cohortes du Volkssturm, les chantiers navals Blohm & Voss ont produit une autre copie moins fidèle et plus sommaire du STEN Mk II avec un magasin vertical, une poignée-pistolet et une crosse tubulaire simple : le Maschinenpistole (MP) 3008, mais seulement 10 000 exemplaires ont pu être fabriqués. Cette arme mesure environ 80 cm pour 3,6 kg (arme vide). Elle est pour le reste identique à la STEN.
Il y eut, après la guerre, des fabriques non officielles de STEN dans certains pays. On estime ainsi que la Haganah (mouvement sioniste armé en Palestine) a produit environ 16 000 STEN entre octobre 1947 et juillet 1948 dans ses ateliers clandestins (clandestins jusqu'au 15 mai 1948, date du départ des troupes britanniques). Ces fabrications artisanales confirment la grande simplicité de conception du STEN.
Il a aussi été utilisé par l’armée française au début de la guerre d'Indochine. Finalement, il a été remplacé en 1953 dans l'armée britannique par le L2A3 Sterling. Lors de la guerre du Viêt Nam, dans le cadre des forces spéciales, l'armée américaine utilisa des STEN avec des silencieux.